# Mathilde Johansson
Mathilde Johansson (n. Gotemburgo, Suecia; 28 de abril de 1985) es una jugadora profesional de tenis de origen sueco pero de nacionalidad francesa.
Hizo su debut en un Grand Slam, en el Roland Garros 2005 ante Svetlana Kuznetsova perdiendo por un doble 6-1.
En 2011, Johansson llegó a su primera final de un torneo WTA en Bogotá ante Lourdes Domínguez.
En 2016, Johansson decidió retirarse después de la fase de clasificación de sencillos del Abierto de Francia, donde perdió en la segunda ronda contra Ivana Jorović.

## Biografía
Su padre se llama Pedro y es pintor y escritor, su madre se llama Christine y es maestra, tiene una hermana llamada Naya que está en la universidad. Comenzó a jugar al tenis a los 7 años por sus padres en el club local. Mathilde habla francés, inglés y sueco. Su libro favorito es Le Petit Prince, su comida favorita es la japonesa. Disfruta de las películas e ir de compras. Sus ciudades preferidas para visitar son París y Nueva York.

## Títulos WTA

### Individual (0)
| Leyenda               |
| --------------------- |
| Grand Slam (0)        |
| Juegos Olímpicos (0)  |
| WTA Championships (0) |
| Premier Mandatory (0) |
| Premier 5 (0)         |
| Premier (0)           |
| International (0)     |

#### Finalista (2)
| N.º | Fecha                 | Torneo | Superficie    | Oponentes         | Resultado     |
| --- | --------------------- | ------ | ------------- | ----------------- | ------------- |
| 1.  | 20 de febrero de 2011 | Bogotá | Tierra batida | Lourdes Domínguez | 6-2, 3-6, 2-6 |
| 2.  | 22 de julio de 2012   | Bastad | Tierra batida | Polona Hercog     | 6-0, 4-6, 5-7 |

## Títulos ITF

### Individuales
| Torneos de $100,000 |
| Torneos de $75,000  |
| Torneos de $50,000  |
| Torneos de $25,000  |
| Torneos de $10,000  |

| Resultado | N°  | Fecha                    | Torneo          | Superficie    | Oponente en la final | Resultado en la final |
| Finalista | 1.  | 24 de junio de 2001      | Algiers 1       | Tierra batida | Zuzana Kučová        | 3–6, 3–6              |
| Campeona  | 2.  | 1 de julio de 2001       | Algiers 2       | Tierra batida | Isabel Collischonn   | 6–2, 6–3              |
| Finalista | 3.  | 21 de noviembre de 2004  | Puebla          | Dura          | Mariana Díaz-Oliva   | 3–6, 1–6              |
| Campeona  | 4.  | 3 de julio de 2005       | Mont-de-Marsan  | Tierra batida | Natalia Gussoni      | 3–6, 6–4, 6–4         |
| Finalista | 5.  | 17 de julio de 2005      | Vittel          | Tierra batida | Hanna Nooni          | 2–6, 2–6              |
| Campeona  | 6.  | 30 de octubre de 2005    | México, D. F. 2 | Dura          | Florence Haring      | W/O                   |
| Campeona  | 7.  | 5 de noviembre de 2006   | México, D. F.   | Dura          | Larissa Carvalho     | 6–1, 7–6(7)           |
| Campeona  | 8.  | 12 de noviembre de 2006  | México, D. F.   | Dura          | Yvonne Meusburger    | 7–5, 6–2              |
| Campeona  | 9.  | 10 de febrero de 2008    | Cali            | Tierra batida | Ekaterina Shulaeva   | 3–6, 6–0, 6–1         |
| Campeona  | 10. | 27 de julio de 2008      | Pétange         | Tierra batida | Renata Voráčová      | 2–6, 7–5, 7–5         |
| Campeona  | 11. | 13 de junio de 2010      | Budapest        | Tierra batida | Tímea Babos          | 6–7(4), 6–1, 6–0      |
| Campeona  | 12. | 20 de junio de 2010      | Montpellier     | Tierra batida | Claire de Gubernatis | 5–7, 6–4, 6–2         |
| Campeona  | 13. | 25 de julio de 2010      | Pétange         | Tierra batida | Monica Niculescu     | 6–3, 6–3              |
| Campeona  | 14. | 19 de septiembre de 2010 | Sofia           | Tierra batida | Carla Suárez Navarro | 6–4, 3–1 ret.         |
| Finalista | 15. | 9 de octubre de 2010     | Jounieh         | Tierra batida | Petra Cetkovská      | 1–6, 3–6              |
| Campeona  | 16. | 18 de julio de 2011      | Petange         | Dura          | Petra Cetkovská      | 1–6, 3–6              |